# مسجد جلال الدين السيوطي (القاهرة)
مسجد جلال الدين السيوطى يقع بقرافة سيدى جلال بحى السيدة عائشة بالقاهرة.

## وصفه
يوجد ضريح جلال الدين السيوطى خارج سور صلاح الدين الجنوبي الشرقي المجاور للقلعة وبالقرب من الباب الذي فتح في سور صلاح الدين وكان يعرف باسم باب القرافة لقربه من القرافة الصغرى أو قرافة الإمام الشافعي والذي عرف فيما بعد باسم باب السيدة عائشة لقربه من ضريح السيدة عائشة. والضريح عبارة عن غرفة صغيرة مربعة الشكل وفي أركانها مقرنصات مصفوفة في أربع خطات بالترتيب التالى مقرنص واحد فثلاث فخمس فسبع حتى تتلاصق مقرنصات الأركان الأربعة في الخطة الرابعة. وفوق المقرنصات ترتفع قبة بها أربع نوافذ قنديلية كانت قلميها مغشاة بزجاج معشق. وفوق الرقبة تقوم قبة صغيرة مدببة مفصصة.